# Steve Howey (herec)
Steven Michael Robert „Steve“ Howey (* 12. července 1977 San Antonio, Texas) je americký herec.
Jeho prvním filmem byl snímek jeho otce Class, který rovněž koprodukoval. Od konce 90. let se objevoval v epizodních rolích v různých televizních seriálech, první velkou roli dostal v roce 2001 v sitcomu Deník zasloužilé matky, kde působil do roku 2007. K jeho dalším významným dílům patří internetový seriál Ctrl (2009) a televizní seriál Shameless (2011–2021). Zahrál si také například ve filmech DOA: Na život a na smrt (2006), Válka nevěst (2009), Tvůj snoubenec, můj milenec (2011) či In Your Eyes (2014).

## Osobní život
Od roku 2009 byl ženatý s herečkou Sarou Shahi. Dvojice se zasnoubila v červnu 2007, svatba se uskutečnila 7. února 2009 v Las Vegas. Roku 2009 se jim narodil první syn William a v roce 2015 dvojčata, dcera Violet a syn Knox. V roce 2020 požádali manželé o rozvod, který se uskutečnil roku 2021.

## Filmografie

### Film
| Rok  | Název                       | Role            | Poznámky            |
| ---- | --------------------------- | --------------- | ------------------- |
| 1998 | Class                       | Jim             |                     |
| 2005 | Supercross                  | K.C. Carlyle    |                     |
| 2006 | DOA: Na život a na smrt     | Weatherby       |                     |
| 2009 | Válka nevěst                | Daniel Williams |                     |
| 2009 | Still Waiting...            | Agnew           | Video               |
| 2009 | Stan Helsing                | Stan Helsing    |                     |
| 2011 | Conception                  | Joel            |                     |
| 2011 | Důkaz lásky                 | Terry           |                     |
| 2011 | Tvůj snoubenec, můj milenec | Marcus          |                     |
| 2012 | Monster Roll                | Brody           | krátkometrážní film |
| 2013 | Fízlové, hajzlové           | Sandy / Michael |                     |
| 2014 | In Your Eyes                | Bo Soames       |                     |
| 2015 | See You in Valhalla         | Makewi          |                     |
| 2016 | Love on the Run             | Rick            |                     |
| 2016 | Bez obojku                  | Sam             |                     |
| 2018 | Making Babies               | John Kelly      |                     |
| 2018 | Game Over, Man!             | Rich            |                     |
| 2019 | Spolujízda                  | Felix           |                     |
| 2022 | Denní směna                 | Mike Nazarian   |                     |

### Televize
| Rok       | Název                                     | Role               | Poznámky                             |
| --------- | ----------------------------------------- | ------------------ | ------------------------------------ |
| 1999      | Modrý Pacifik                             |                    | díl: „Silicone Valley of the Dolls“  |
| 1999–00   | Pan Magoo a animovaný svět                | Vypravěč           |                                      |
| 2000      | Get Real                                  | Chris DeFalco      | díl: „Falling from Grace“            |
| 2000      | Pohotovost                                | Quarterback Elizey | díl: „Homecoming“                    |
| 2000      | Kancelářská krysa                         | Student            | díl: „Drewova školní léta“           |
| 2001      | Možná už zítra                            | Troy               | díl: „Everyone Deserves to be Loved“ |
| 2001–07   | Deník zasloužilé matky                    | Van Montgomery     | hlavní role, 124 dílů                |
| 2006      | Dvojčata                                  | Zack               | díl: „Blast from the Past“           |
| 2007      | The Beast                                 | Ty Troop           | TV film                              |
| 2008      | Five Year Plan                            | Mickey             | TV film                              |
| 2009      | Surviving Suburbia                        | Brock              | díl: „Three End Tables“              |
| 2009      | Ctrl                                      | Ben Piller         | hlavní role                          |
| 2010      | State of Romance                          | Mike               | díl: „Pilot“                         |
| 2010      | Agentura Jasno                            | Derek              | díl: „Adrenalinoví blázni“           |
| 2011      | Láska bolí                                | Kell               | díl: „Poprvé“                        |
| 2011–2021 | Hříšníci                                  | Kevin Ball         | hlavní role                          |
| 2013      | Nová holka                                | Jax McTavish       | díl: „Cínové výročí“                 |
| 2013      | Zákon gangu                               | Hopper             | 3 díly                               |
| 2014      | Jennifer Falls                            | Frank              | díl: „The Virginity Thief“           |
| 2014      | Where's This Party?                       | Marco Santini      | TV film                              |
| 2015      | Workaholics                               | Blue Knight DeMamp | díl: „Gramps DeMamp Is Dead“         |
| 2017      | Blue & Green                              | Michiga'n          | TV film                              |
| 2017      | Zákon a pořádek: Útvar pro zvláštní oběti | Andy McPherson     | díl: „Intent“                        |
| 2018      | Tým SEAL                                  | Danny Cooper       | 3 díly                               |
| 2018      | Good Mythical Morning                     |                    | díl: „Name That Pet Shame“           |
| 2019      | Smrt nás spojí                            | Jason              | díl: „Musím pryč“                    |